# 持続エクスポージャー療法
持続エクスポージャー療法（じぞくエクスポージャーりょうほう、英語: Prolonged exposure therapy、PE）は、心的外傷後ストレス障害（PTSD）を治療するための曝露療法および認知行動療法（CBT）一種である。これは「想像的（imaginal）エクスポージャー」と「生体内（in vivo）エクスポージャー」という 2つの治療手順を特徴とする。想像的エクスポージャーは、トラウマの記憶を意図的に繰り返し語り直すことであり、生体内エクスポージャーとは、トラウマ体験を思い出したり、危険に感じたりする（客観的には安全な）状況、場所、物、言葉などに徐々に直面することである。追加の手順には、トラウマ記憶の処理と呼吸の再訓練がある。

## 内容
PTSDは、侵入的で動揺する記憶、悪夢、フラッシュバック、およびトラウマ体験を思い出すものによって起こる強い感情的および生理的反応によって、トラウマ体験を再体験することを特徴とする。 PTSDクライアントは、侵入的な症状を回避し、トラウマ体験を思い出させるものが実際には危険でない場合も、それを避けようとすることが多い。 トラウマの記憶やそれを思い出すきっかけに対処するために、PTSDに対する曝露プログラムの中核となる要素は次のとおりである。
1. 「想像的エクスポージャー」とは、トラウマ的記憶の再訪、それを声に出して繰り返し語る、そして再訪経験を処理すること。
2. 「生体内エクスポージャー」とは、苦痛を引き起こすが実際には危険ではない状況や物体との繰り返しに遭遇すること。

この治療の目的は、トラウマ記憶の処理を促し、トラウマを思い出す際の苦痛を和らげること。また、慢性化や悪化の原因となる回避行動も減らすことを目指す。さらに、感情麻痺やうつ病のクライアントは、興味を失ったために日常生活から切り離されてしまった活動などの楽しい活動に取り組むことが推奨される。
想像的エクスポージャーは、セラピーセッション中に起こり、セラピストにトラウマ体験を再び話す。生体内エクスポージャーの場合、セラピストは、クライアントと協力して恐怖と回避の階層表を作成し、宿題としてそのリストへの曝露を段階的に割り当てる。 セラピストは、セッションを録音し、クライアントに録音を参考に自由な時間に生体内エクササイズを続けるように依頼することもある。両方の構成要素は、感情の処理を促すことで効果を発揮する。その結果、問題となっているトラウマの記憶への反応が和らぎ（脱感作され）、以前は回避していた状況にうまく対処できるようになる。ランダム化比較試験では、PE療法を受けるPTSDクライアントのうち、プログラムが完了する前に（少なくとも8回）治療を中止するクライアントは、10～38％である。